# جین لنوین
جین لَنوین (انگلیسی: Jeanne Lanvin؛ ۱ ژانویه ۱۸۶۷ – ۶ ژوئیه ۱۹۴۶) کارآفرین، بازرگان و خیاط فرانسوی بود، که در سال ۱۸۸۹ شرکت لنوین را تأسیس نمود.